# Adrien de Rougé
Pour les autres membres de la famille, voir Famille de Rougé.
Adrien Gabriel Victurnien de Rougé (2 juillet 1782 - Everly ✝ 16 juin 1838 - Guyencourt-sur-Noye), dit « le comte de Rougé », pair de France en 1827, créé baron-pair héréditaire en 1830, est un homme politique français membre de la famille de Rougé.

## Biographie

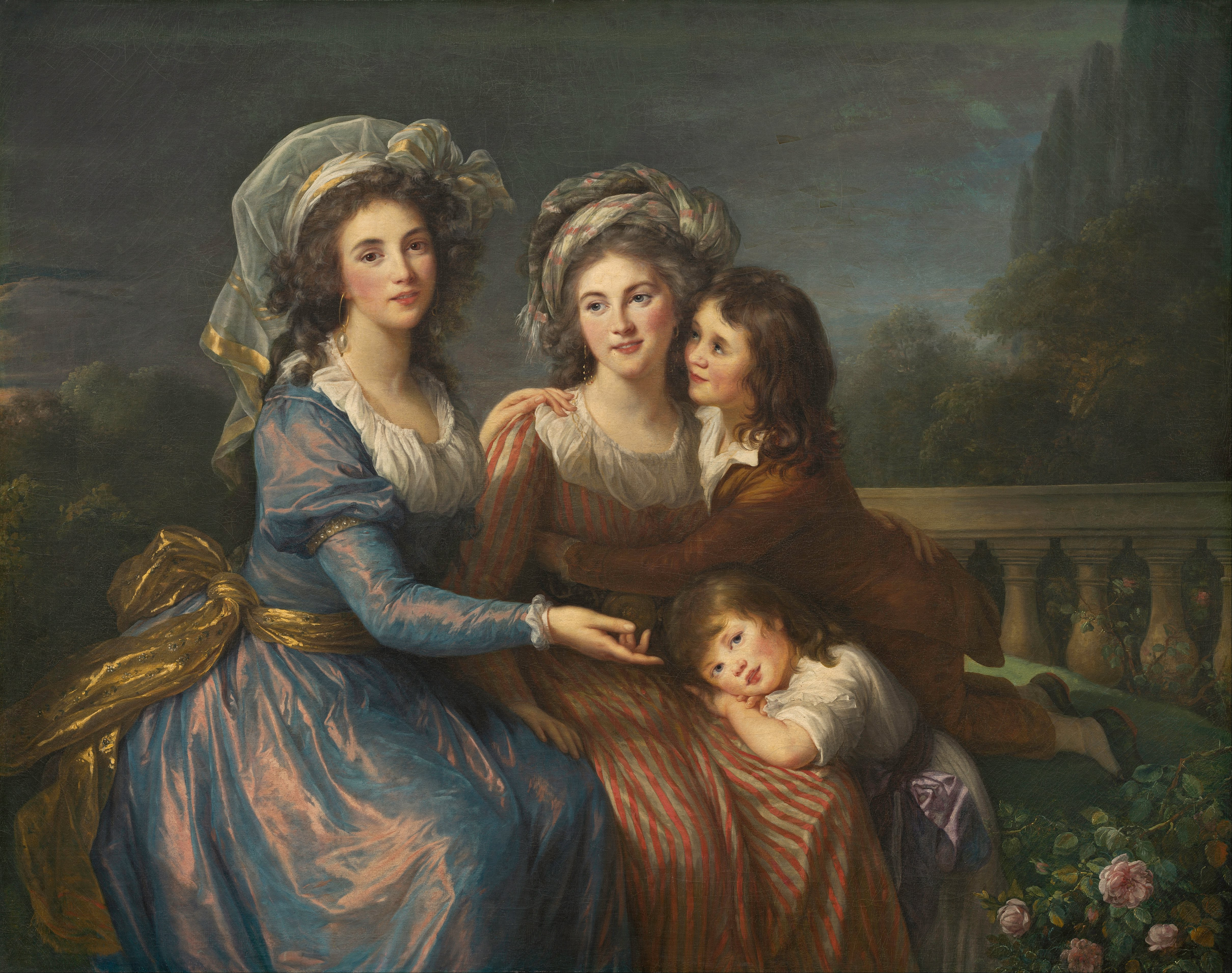
Adrien enfant, avec sa mère et son frère Alexis, accompagnés de la marquise de Pezay (Vigée-Lebrun)

Né au château d'Everly (Seine-et-Marne), le 2 juillet 1782 et mort à Paris le 27 décembre 1835, il est le fils de Bonabes Alexis de Rougé (1751 ✝ 1783), dit « le marquis de Rougé » et Victurnienne de Rochechouart-Mortemart (✝ 1828).
Le portrait de sa mère, avec ses deux fils, peint par Elisabeth Vigée-Le Brun, se trouve aujourd'hui à la National Gallery of Art de Washington.
Issu de la famille de Rougé, il est aussi le frère de Bonabes Louis Victurnien Alexis de Rougé, également pair de France.
En septembre 1822, il achète, non loin de Moreuil, le domaine et le château de Guyencourt sur Noye, qu'il fait agrandir.

### Carrière militaire
Il sert sous le comte d'Artois (futur Roi Charles X) dans l'armée des princes, d'abord comme second-lieutenant d'infanterie, puis en 1800 comme "chasseur noble" dans le régiment de Mortemart.
A la première Restauration, il est nommé sous-lieutenant aux mousquetaires gris en juillet 1814.
Il se tient en retrait de toute fonction durant les Cent-jours.
En 1816, il est nommé lieutenant-colonel au 4e régiment de la garde royale et Lieutenant-colonel de l'état-major de la 1re division militaire à Paris.

### Carrière politique
- Député du département de la Somme du 22 août 1815 à la dissolution de la Chambre introuvable, en septembre 1816, et de mars 1824 à 1827.
- Pair de France le 5 novembre 1827 et baron-pair héréditaire sur institution d'un majorat par lettres du 5 février 1830[3].
- Conseiller d'arrondissement et conseiller général de la Somme[2].
- En août 1830, à l'avènement de Louis-Philippe, Roi des Français, il refuse, comme son frère Bonabes Alexis, de prêter allégeance à la Monarchie de juillet et démissionne de ses fonctions militaires et politiques.

En 1822, après le départ du duc de Montmorency, il devint le chef du groupe ultra-royaliste des Chevaliers de la Foi.

### Distinctions
- Chevalier de la Légion d'honneur
- Chevalier de l'ordre royal et militaire de Saint Louis

### Mariage et descendance
Il épouse le 18 septembre 1809 à Arnouville Caroline-Jeanne-Marie-Sophie de Forbin d'Oppède (1789 ✝ 1872), fille d'Ambroise Louis Marie de Forbin, marquis d'Oppède, et de Marie Sophie Augeard. Leur descendance a formé une branche cadette de la famille de Rougé: Dont :
- Félix Bonabes Palamède Victurnien de Rougé, comte de Rougé (Moreuil, 6 août 1810 - Paris, 16 avril 1893), marié en 1833 avec Lucie de Tramecourt (morte en 1858), puis, veuf, en 1861 avec sa lointaine cousine Léontine de Rougé, d'où postérité des deux mariages,
- Armel Jean Victurnien de Rougé (Montreuil sur Mer, 3 mai 1813 - Paris, 18 avril 1898), marié en 1839 avec Alix Budes de Guébriant (morte en 1898), d'où postérité,
- Délie Céleste Marie Victurnienne de Rougé (2 juin 1816 - Paris, 17 juillet 1860), mariée en 1842 avec Léonce de Perrien de Crenan, d'où postérité,
- Delphine Céleste Marie Victurnienne de Rougé (4 juin 1820 - Paris, 18 septembre 1852), mariée en 1842 avec César, comte de La Panouse, d'où postérité.